# Тазларовский сельсовет (Бураевский район)
Тазларовский сельсовет  — муниципальное образование в Бураевском районе Башкортостана.

## История
Согласно «Закону о границах, статусе и административных центрах муниципальных образований в Республике Башкортостан» имеет статус сельского поселения.
В 2008 году объединён с сельским поселением Новокизгановский сельсовет.
Закон Республики Башкортостан от 19.11.2008 г. № 49-З «Об изменениях в административно-территориальном устройстве Республики Башкортостан в связи с объединением отдельных сельсоветов и передачей населённых пунктов», ст.1 п. 16) б) гласит:

 "Внести следующие изменения в административно-территориальное устройство Республики Башкортостан:
 объединить Тазларовский и Новокизгановский сельсоветы Бураевского
района с сохранением наименования «Тазларовский» с административным
центром в деревне Новотазларово.
Включить деревни Новокизганово, Старокизганово Новокизгановского сельсовета в состав Тазларовского сельсовета.

Утвердить границы Тазларовского сельсовета согласно представленной схематической карте.

Исключить из учётных данных Новокизгановский сельсовет

## Население
| 2002  | 2009  | 2010  | 2012  | 2013  | 2014  | 2015  |
| ----- | ----- | ----- | ----- | ----- | ----- | ----- |
| 1999  | ↘1758 | ↘1740 | ↘1682 | ↘1641 | ↘1562 | ↘1534 |
| 2016  | 2017  |       |       |       |       |       |
| ↘1474 | ↘1422 |       |       |       |       |       |

## Состав сельского поселения
| № | Населённый пункт | Тип населённого пункта          | Население |
| - | ---------------- | ------------------------------- | --------- |
| 1 | Новотазларово    | деревня, административный центр | ↗405      |
| 2 | Новокизганово    | деревня                         | ↗491      |
| 3 | Старотазларово   | деревня                         | ↘221      |
| 4 | Касиярово        | деревня                         | ↗191      |
| 5 | Старокизганово   | деревня                         | ↘157      |
| 6 | Чишма-Бураево    | деревня                         | ↗140      |
| 7 | Утяганово        | деревня                         | ↘135      |